# Wasserkraftwerk Isola Serafini
Das Wasserkraftwerk Isola Serafini ist ein Laufwasserkraftwerk am Po bei Monticelli d’Ongina in der Provinz Piacenza (Italien). Das Stauwehr ist 370 m lang und verfügt über 11 Tore zur Regulierung des Wasserstands. Die Anlage wurde 1962 fertiggestellt und wird von Enel betrieben.